# 阿科達特
阿科達特是非洲東北部國家厄立特里亞的城市，由加什-巴爾卡區負責管轄，位於該國西部的巴拉卡河畔，是重要的市集，市內有大型清真寺和醫院，每年平均降雨量360毫米。
15°33′N 37°53′E / 15.550°N 37.883°E